# Den röda bokstaven
Den röda bokstaven (engelska: The Scarlet Letter) är en amerikansk stumfilm från 1926 i regi av Victor Sjöström. Filmen baserades på Nathaniel Hawthornes roman Den eldröda bokstaven från 1850.

## Handling
Sömmerskan Hester Prynne (Gish) lever i det puritanska Boston på 1600-talet. Hon är konvenansgift med en äldre brittisk läkare, som emellertid har varit försvunnen i sju år. Hester lever nu som änka, men blir förälskad i samhällets präst, Arthur Dimmesdale (Hanson). Hon blir gravid med prästen, men föder barnet utan att avslöja dess fader. Som straff för sin otrohet tvingas hon bära den röda bokstaven, ett A för Adulteress (äktenskapsbryterska), på bröstet. Plötsligt återkommer maken (Walthall), som har varit fången hos indianer, och ett triangeldrama utvecklas.

## Om filmen
Filmen hade premiär i New York den 9 augusti 1926. Den bygger på romanen Den eldröda bokstaven av Nathaniel Hawthorne, men regissören Sjöström förhåller sig relativt fritt till förlagan.

## Rollista
- Lillian Gish – Hester Prynne
- Lars Hanson – Arthur Dimmesdale, präst
- Henry B. Walthall – Roger Chillingworth
- Karl Dane – Giles
- William H. Tooker – guvernör Bellingham
- Marcelle Corday – mistress Hibbins
- Fred Herzog – fångvaktare
- Jules Cowles – kyrkvaktare
- Mary Hawes – Patience
- Joyce Coad – Pearl
- James A. Marcus – en sjökapten